# 林东站
林东站，位于中华人民共和国内蒙古自治区赤峰市巴林左旗林东镇，是集通铁路上的火车站，建于1995年，由集通铁路公司管辖。

## 車站周邊
- 第二医院城南分院

## 歷史
- 建于1995年。

## 外部連結
- 中国铁路客户服务中心 （页面存档备份，存于）